# Ernesto Fajardo
Ernesto Fajardo es un ejecutivo empresarial colombiano, quien es el actual CEO y presidente de Alpina.

## Primeros años
Fajardo nació en Bogotá, Colombia donde estudio en el Colegio Nueva Granada. Recibió una licenciatura en administración empresarial del Universidad del Rosario, y un M.B.A. del Olin Business School en la Universidad de Washington en St. Louis.

## Carrera
Fajardo trabajó para la compañía Monsanto entre 1999 y 2009 tomando varias posiciones diferentes. De septiembre de 1999 a julio de 2004  fue el director general para la Región Andina y Latinoamérica, y, posteriormente, fue elegido Vicepresidente  hasta agosto de 2009. Después de retirarse de su función como Vicepresidente de Monsanto,  trabajo como Presidente de Inversiones Mundial S.A. de septiembre de 2009 a diciembre de 2012. Actualmente, Fajardo está sirviendo como el CEO y presidente de Alpina.